# Натюрморт с кофейником
«Натюрморт с кофейником» (фр. Nature morte, la cafetière) — картина французского художника-импрессиониста Камиля Писсарро из собрания Государственного Эрмитажа.
На картине изображён стол, покрытый белой скатертью. На столе стоит чёрный поднос, на котором расположены зелёный кувшинчик для молока, большой коричневый кофейник, белая кружка с цветочным рисунком, стоящая на блюдце, столовый нож и чайная ложка, лимон, большая голубая тарелка с цветочным рисунком, полная кускового сахара. На фоне тёмно-синие обои с изображением птиц. Справа внизу подпись художника и дата: C. Pissarro 1900.
Картина была написана в Париже в самом начале 1900 года. А. Г. Костеневич указывает, что жаккардовую обойную ткань, послужившую фоном для картины, прислал отцу Люсьен Писсарро; сама эта ткань была создана по дизайну Уильяма Морриса, разработанному в 1878 году. Один из образцов подобной ткани есть в собрании Метрополитен-музея. 26 апреля 1900 года художник писал сыну: «Нет, мы друг друга перестали понимать. Что это ты мне говоришь по поводу современного движения, коммерциализма и т. д. и т. д. Всё это не имеет никакого отношения к нашему пониманию искусства, по крайней мере здесь. Ты знаешь, что, так же как Уильям Моррис оказывал влияние на промышленное искусство в Англии, так и здесь настоящие, ищущие художники имели и будут иметь известное влияние на художественную промышленность». Параллельно с этим натюрмортом Писсарро работал над серией картин «Сады Тюильри» (одна из картин этой серии также имеется в собрании Эрмитажа).
30 марта 1900 года картину выкупил Поль Дюран-Рюэль, в его галерее картина проходила под названием «Медный кофейник». В 1901 году картина впервые была продемонстрирована публике на большой персональной выставке Писсарро в галерее Дюран-Рюэля. В 1910 году Дюран-Рюэль передал картину на комиссию берлинскому арт-дилеру Паулю Кассиреру. Начавшаяся Первая мировая война прервала все отношения Франции и Германии, и 14 ноября 1917 года Кассирер продал картину в галерею Генриха Таннхаузера в Мюнхене, не ставя об этом в известность Дюран-Рюэля. По окончании войны сделка была признана незаконной и картина возвращена Дюран-Рюэлю. В 1931 году она выставлялась в «Елисейской галерее» в Париже, где её приобрёл немецкий предприниматель и коллекционер Отто Кребс из Веймара. После смерти Кребса от рака весной 1941 года картина хранилась в хольцдорфском поместье Кребса под Веймаром, во время Второй мировой войны коллекция Кребса была спрятана в специально-оборудованном сейфе-тайнике, построенном под одной из хозяйственных построек поместья. В 1945 году Хольцдорф был занят советскими войсками, в поместье Кребса расположилось управление Советской военной администрации в Германии. Коллекция, включая «Натюрморт с кофейником», была обнаружена и описана на месте советскими трофейными командами, занимающимися сбором произведений искусства и вывозом их в СССР, после чего в 1949 году отправлена в Государственный Эрмитаж (в сопроводительных документах была указана как «Натюрморт — завтрак»), где долгое время хранилась в запасниках и не была известна широкой публике и даже большинству исследователей; мало того, на Западе считалось, что коллекция Кребса погибла во время Второй мировой войны.
Впервые после долгого перерыва картина была показана публике лишь в 1995 году на эрмитажной выставке трофейного искусства; с 2001 года числится в постоянной экспозиции Эрмитажа и с конца 2014 года выставляется в Галерее памяти Сергея Щукина и братьев Морозовых в здании Главного Штаба (зал 411).
Картина представляет крайне редкий жанр в творчестве Писсарро — натюрморт:  всего у Писсарро известно около 20 натюрмортов. А. Г. Костеневич отмечает, что Писсарро в своих натюрмортах почти никогда не повторялся, в то время как в своих пейзажах он регулярно повторял композиции, создавая целые серии одного и того же сюжета. Существует лишь одна небольшая серия натюрмортов из 5 картин с изображением одной и той же вазы с цветами в одном интерьере, созданная в том же 1900 году. Такая же кружка с блюдцем, что присутствует на эрмитажной картине, находится на небольшом «Натюрморте с кружкой и чайником», написанном годом ранее (холст, масло; 21,4 × 28 см; музей Лангматт фонда Сидни и Дженни Браун, Баден, Швейцария).
А. Г. Костеневич высказал гипотезу, что этот натюрморт повлиял на эрмитажный «Натюрморт с голубой скатертью» Анри Матисса, который именно во время написания «Натюрморта с кофейником» навещал Писсарро в его мастерской: «…аналогичная композиция, использующая перекличку ткани и контуров предметов, строится вождём фовистов, как бы в пику импрессионизму, значительно динамичнее и проще».

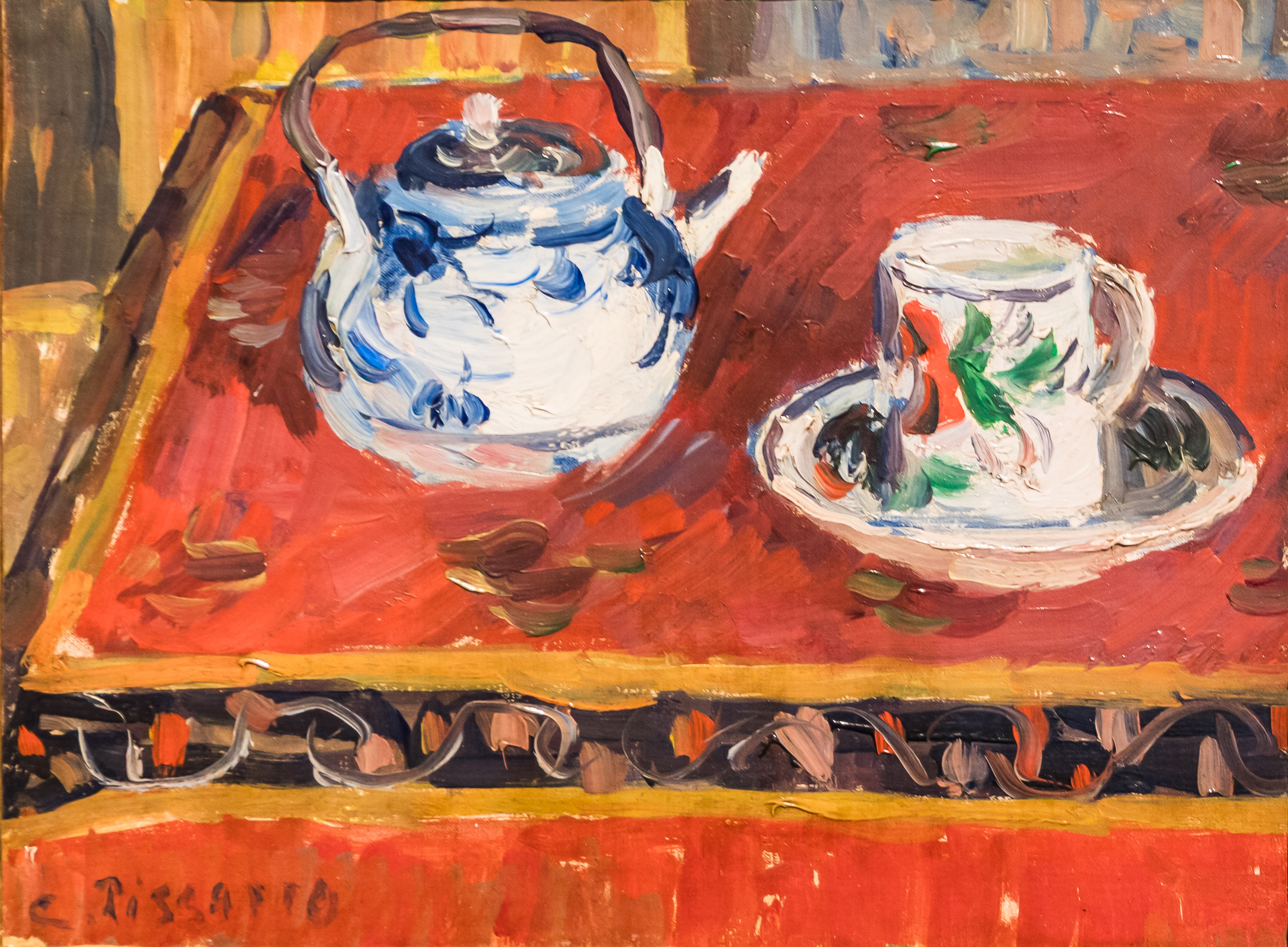
«Натюрморт с кружкой и чайником», 1899 год. Музей Лангматт, Баден, Швейцария
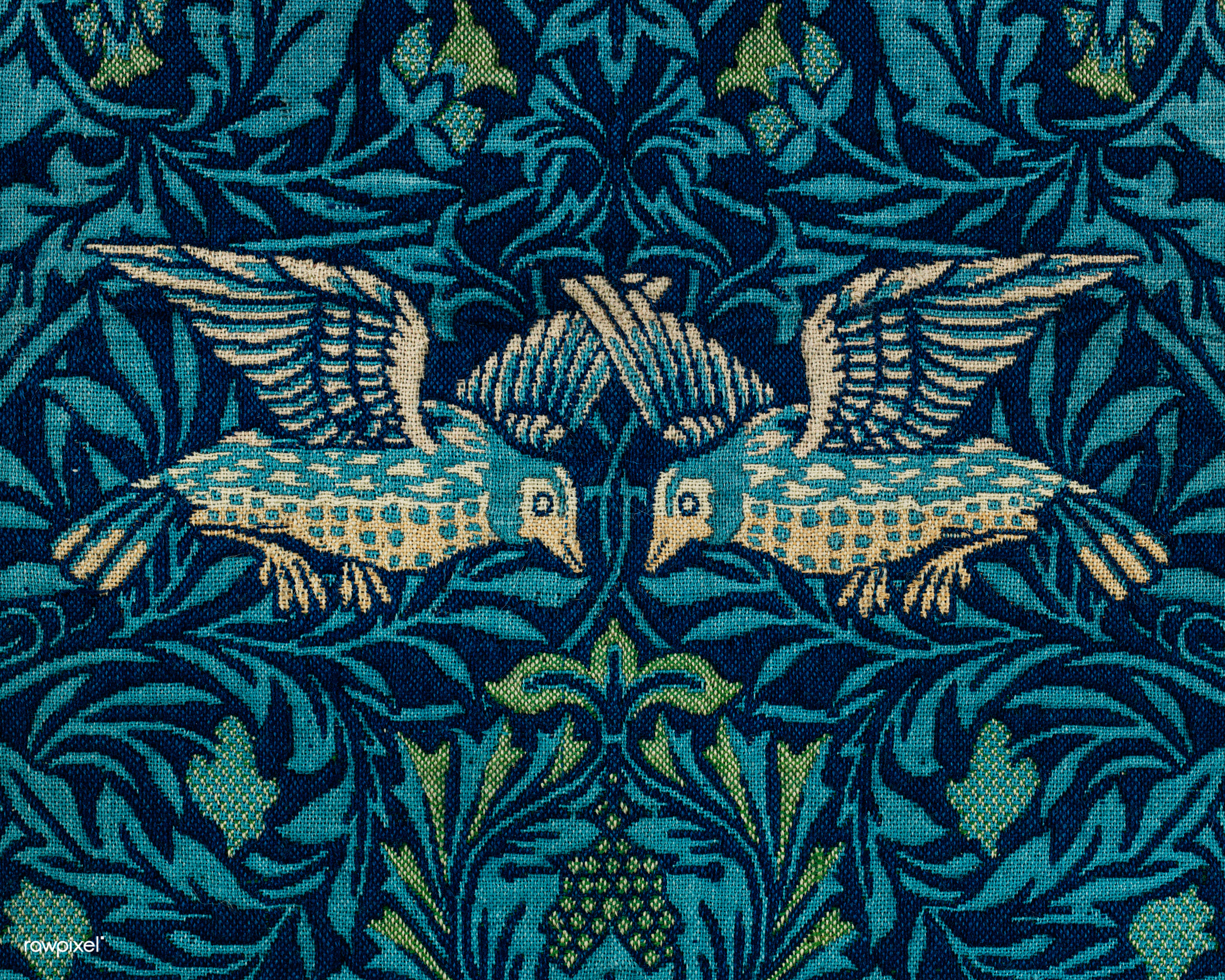
Обойная ткань дизайна Уильяма Морриса, использованная на картине в качестве фона
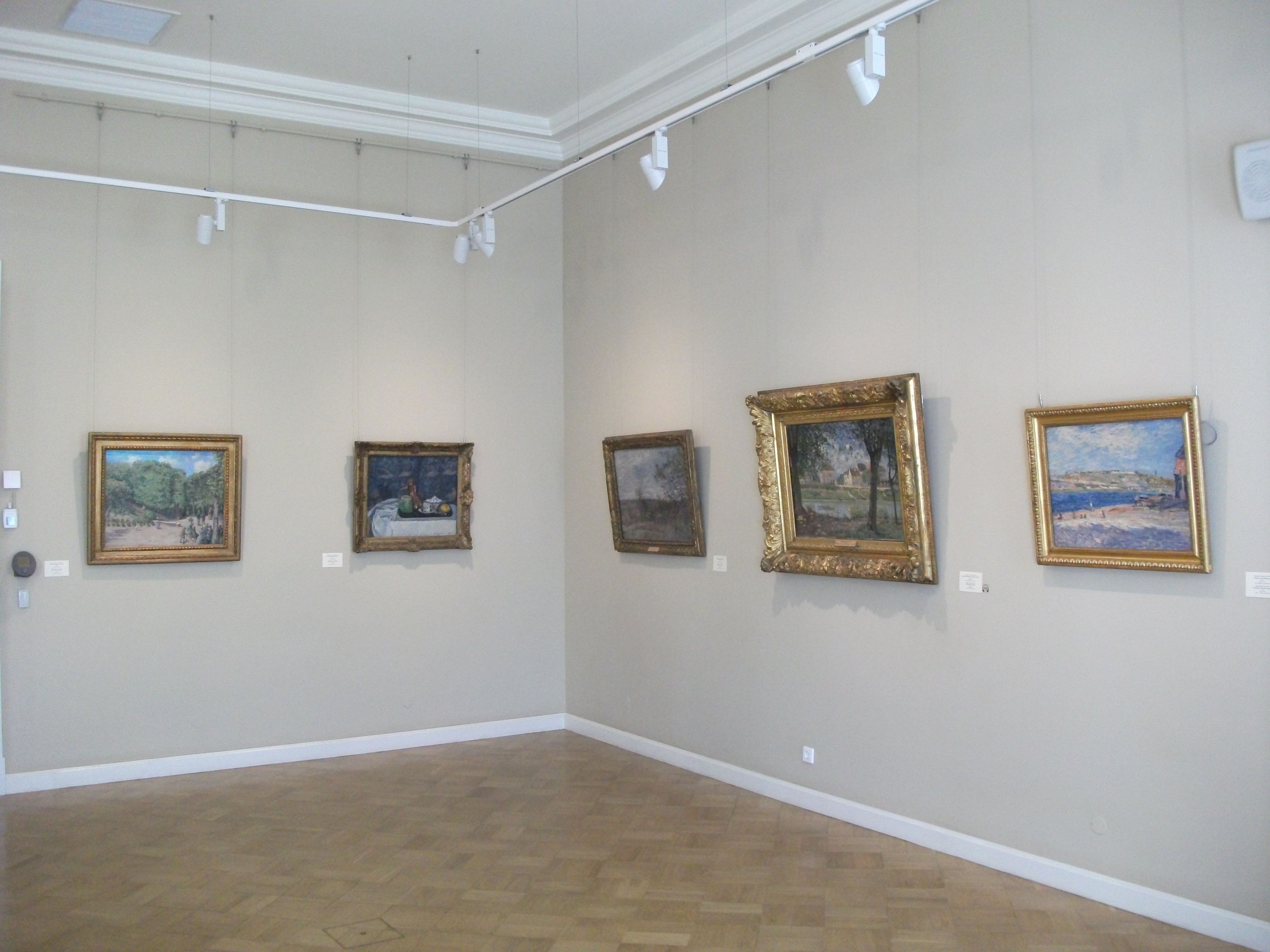
«Натюрморт с кофейником» в зале 406 здания Главного штаба (вторая слева)